# Helmut Duckadam
Helmut Duckadam (n. 1 aprilie 1959, Semlac, România – d. 2 decembrie 2024, București, România) a fost un portar de fotbal, supranumit „Eroul de la Sevilla”, deoarece în finala Cupei Campionilor Europeni din 1986 a apărat toate cele patru lovituri de la 11 metri pentru a aduce trofeul echipei sale, Steaua București. A jucat anterior și la Constructorul Arad. La scurt timp după câștigarea trofeului, a suferit o accidentare care i-a pus capăt carierei.

## Biografie
Tatăl său, Josef Duckadam, a fost de loc din Șagu German, județul Arad. Mama sa, Elisabeth Kálmán, era originară din Semlac, care a fost și locul nașterii lui Helmut Duckadam. În timpul copilăriei a fost educat în special de bunica sa maternă, Elisabeth Kálmán (născută Schmidt).

## Cariera sportivă
Primii pași în fotbal i-a făcut în comuna natală, la echipa Semlacana, în 1974 când ajunge la Școala Sportivă Gloria Arad. În anul 1977, a debutat ca portar la Constructorul Arad, în Divizia C. Un an mai târziu este transferat de UTA, unde debutează în Divizia A (17 septembrie 1978, CS Târgoviște - UTA 2-0).
După 4 sezoane la gruparea arădeană, este transferat la Steaua București, unde se impune treptat ca titular. Este supranumit „Eroul de la Sevilla”, după ce în finala Cupei Campionilor Europeni cu FC Barcelona a apărat toate cele patru lovituri de departajare consecutive, executate de Alesanco, Pedrazza, Alonso și Marcos, având o contribuție enormă la câștigarea trofeului de către Steaua București. Performanța reușită de Helmut Duckadam pe stadionul "Sanchez Pizjuan" din Sevilla este înscrisă în Cartea Recordurilor. O săptămână mai târziu a înscris un gol din penalty, într-un meci de cupă cu Progresul Vulcan, câștigat de Steaua cu scorul de 5-1.
În același sezon în care a reușit cea mai bună performanță a unei echipe românești, cariera sa a fost întreruptă brusc, din cauza unui anevrism care a impus o intervenție chirurgicală la brațul drept, aceasta determinându-l să iasă definitiv din fotbalul de performanță la vârsta de 27 de ani.
La 3 ani de la finala de la Sevilla, în anul 1989, Duckadam s-a reîntors pe teren, pentru ultimele două sezoane, la divizionara B, Vagonul Arad. În total are 133 de apariții în divizia A, 13 în Cupa României și 9 în Cupa Campionilor Europeni.

## Viața după cariera de fotbalist
După încheierea activității de fotbalist, Duckadam s-a angajat la Poliția de frontieră în localitatea de naștere, Semlac, din județul Arad. A ocupat funcția de maior în cadrul Poliției. S-a pensionat însă pe caz de boală.
În anul 2003, fostul portar a câștigat Loteria vizelor, primind dreptul de a emigra legal în Statele Unite ale Americii, și s-a stabilit alături de prima soție, Ildiko, și de fiica lor, Brigitte, în orașul Phoenix, Arizona, în toamna aceluiași an, dar a revenit după doar un an în țară.
În anul 2004, devine membru al Partidului Noua Generație, fiind ales ca vicepreședinte al PNG și președinte al filialei județene Arad.
La data de 25 martie 2008, Duckadam a fost decorat de către Președintele României, Traian Băsescu, cu Ordinul „Meritul Sportiv” pentru rolul avut în câștigarea Cupei Campionilor Europeni de către Steaua, în 1986.
Din 2010 până în 2020, Duckadam a ocupat funcția de președinte de imagine la FC Steaua București. În 2017 i s-a decernat titlul de cetățean de onoare al municipiului București.
A fost decorat post-mortem cu Ordinul național „Steaua României” în grad de Cavaler.

## Palmares
- 2x - titluri naționale
- 1x - Cupă a României
- 1x - Cupă a Campionilor Europeni[6]

## Cărți publicate
- Duckadam, Helmut (1989). O victorie aplaudată. Editura Militară. ISBN 978-9-7332-0102-1